# Torbjörn Arvidsson
Torbjörn Arvidsson, född 6 maj 1968, är en svensk fotbollstränare och före detta fotbollsspelare. Arvidsson är verksam som assisterande tränare i Östers IF. 

## Biografi
Arvidsson har sönerna Christoffer och Alexander, som båda är fotbollsspelare. Arvidsson är kusin till målvaktstränaren i Kalmar FF Donald "Donne" Arvidsson.

## Karriär
Arvidsson är den spelare som spelat flest allsvenska matcher för Halmstads BK någonsin, 306 stycken. Han kom till Halmstads BK 1989 efter att tidigare ha spelat för Kalmar FF. Från början var han främst mittback men han skolades senare om till mittfältare. Säsongerna 2004 och 2005 fick Arvidsson till stor del förstörda på grund av ryggproblem och han spelade bara totalt tre matcher respektive säsong för laget. Efter säsongen 2005 slutade han som spelare och blev istället assisterande tränare med särskilt ansvar för individuell träning. Arvidsson har även varit assisterande tränare i Kalmar FF men gick efter säsongen 2019 tillbaka för att jobba som assisterande tränare i HBK igen. Arvidsson är känd för att ha nickat in vinstmålet för Kalmar FF i Cupvinnarcupen mot Sporting Lissabon 1987. 

## Meriter
Torbjörn Arvidsson har vunnit allsvenskan två gånger, med Halmstads BK 1997 och 2000, och Svenska cupen två gånger, med Kalmar FF 1987 och med Halmstads BK 1995. Han var även lagkapten för Halmstad åren 1998–1999. Han gjorde två U-landskamper.